# Sturefors
Sturefors is een plaats in de gemeente Linköping in het landschap Östergötland en de provincie Östergötlands län in Zweden. De plaats heeft 2228 inwoners (2005) en een oppervlakte van 102 hectare.

## Verkeer en vervoer
De plaats heeft een station aan de spoorlijn Linköping - Västervik.